# Libië, Libië, Libië
Libië, Libië, Libië (ليبيا ليبيا ليبيا), ook bekend als Ya Beladi (Oh mijn land!) is het volkslied van Libië.
Het lied werd gecomponeerd door Mohammed Abdel Wahab en ingevoerd als volkslied na de onafhankelijkheid van 1951. In 1969, toen koning Idris I van Libië afgezet werd door een staatsgreep onder leider van Moammar al-Qadhafi, werd het als volkslied vervangen door Allahu Akbar. Na de opstand in Libië in 2011 werd het lied door de Nationale Overgangsraad opnieuw als volkslied ingevoerd.
Onafhankelijke staten: Algerije · Angola · Benin · Botswana · Burkina Faso · Burundi · Centraal-Afrikaanse Republiek · Comoren · Congo-Brazzaville · Congo-Kinshasa · Djibouti · Egypte · Equatoriaal-Guinea · Eritrea · Ethiopië · Gabon · Gambia · Ghana · Guinee · Guinee-Bissau · Ivoorkust · Kaapverdië · Kameroen · Kenia · Lesotho · Liberia · Libië · Madagaskar · Malawi · Mali · Marokko · Mauritanië · Mauritius · Marokko · Mozambique · Namibië · Niger · Nigeria · Oeganda · Rwanda · Sao Tomé en Principe · Senegal · Seychellen · Sierra Leone · Somalië · Soedan · Swaziland · Tanzania · Tsjaad · Togo · Tunesië · Zambia · Zimbabwe · Zuid-Afrika · Zuid-Soedan
Niet algemeen erkende landen: Somaliland · Westelijke Sahara
Afhankelijke gebieden: Mayotte · Réunion (onofficieel) · Saint Helena, Ascension and Tristan da Cunha (onofficieel)